# Břetislav Dolejší
Břetislav Dolejší (1928. szeptember 20. – 2010. október 28.) csehszlovák válogatott labdarúgókapus.
A csehszlovák válogatott tagjaként részt vett az 1958-as világbajnokságon.

## Sikerei, díjai
Dukla Praha
- Csehszlovák bajnok (2): 1953, 1956